# Surobi (district)

District de Saroubi (en vert), dans l'Est de la province de Kaboul

Le district de Saroubi ou district de Surobi est un district de la province de Kaboul en Afghanistan. Il comptait 140 000 habitants en 2002, principalement pachtounes. Son chef-lieu est la ville de Saroubi.
Le 12 avril 2012, l'armée française transfère officiellement le contrôle du district aux forces de sécurité afghanes.